# My Point of View
My Point of View je drugi studijski album ameriškega jazzovskega pianista Herbieja Hancocka, ki je izšel leta 1963 pri založbi Blue Note Records.

## Pregled
Hancock je pri tem albumu spremenil zasedbo in jo razširil onstran tradicionalnega hard bop kvinteta. To je eden izmed prvih albumov, pri katerem je sodeloval bobnar Tony Williams, ki je zamenjal Billyja Higginsa. Tedaj 17-letni Williams se je nekaj mesecev kasneje pridružil 2. Davisovemu kvintetu in je sodeloval pri snemanju albuma Seven Steps to Heaven. Dextra Gordona je zamenjal Hank Mobley, pri skladbah »Blind Man Blind Man« in »And What If I Don't«, pa je Hancock uporabil kitarista Granta Greena. Pri snemanju je sodeloval tudi Hancockov mentor, Donald Byrd, čigar album Royal Flush je bil Hancockov snemalni debi pri založbi Blue Note.

## Glasba
Hancock je s skladbo »Blind Man Blind Man« želel v spomin priklicati nekaj, kar je odražalo njegovo črnsko ozadje. Slepec, ki stoji v kotu in igra kitaro je bila ena od stvari, ki jih je Hancock doživel v svoji soseski v Chicagu. Skladba spominja na »Watermelon Man«, eno največjih Hancockovih uspešnic. Skladba »King Cobra« je bila poskus, da bi »razširil tok jazzovskih zvokov in akordov tako, da bi šla v smeri, ki presega običajno.«

## Seznam skladb
Avtor vseh skladb je Herbie Hancock.
| Št. | Naslov                                                                     | Dolžina |
| --- | -------------------------------------------------------------------------- | ------- |
| 1.  | „Blind Man, Blind Man‟                                                     | 8:19    |
| 2.  | „A Tribute to Someone‟                                                     | 8:45    |
| 3.  | „King Cobra‟                                                               | 6:55    |
| 4.  | „The Pleasure Is Mine‟                                                     | 4:03    |
| 5.  | „And What If I Don't‟                                                      | 6:35    |
| 6.  | „Blind Man, Blind Man‟ (alternativni posnetek; izšla le na ponovni izdaji) | 8:21    |

## Zasedba
- Herbie Hancock – klavir
- Donald Byrd – trobenta
- Grachan Moncur III – trombon
- Hank Mobley – tenorski saksofon
- Grant Green – kitara (1, 5)
- Chuck Israels – bas
- Tony Williams – bobni